# フェラーラ
フェラーラ（フェッラーラ、イタリア語: Ferrara ( 音声ファイル)）は、イタリア共和国エミリア＝ロマーニャ州にある都市であり、その周辺地域を含む人口約13万人の基礎自治体（コムーネ）。フェラーラ県の県都である。
14世紀、この地を治めたエステ家によって整備され、ルネサンス期に文化の中心地の一つとして栄えた。エステ家の居城エステ城が一般に公開されている。1995年にはフェラーラのルネサンス期の市街とポー川デルタ地帯がユネスコの世界遺産（文化遺産）に登録されている。

## 地理

### 位置・広がり
フェラーラ県西部に所在する都市で、州都ボローニャの北東約44km、パドヴァの南南西約66km、ヴェネツィアの南西87km、ヴェローナの南東約87kmに位置する。アドリア海に面したコマッキオは東に47kmの距離にある。また、市街の北約5kmにポー川が流れており、ヴェネト州（ロヴィーゴ県）との境界になっている。

#### 隣接コムーネ
隣接するコムーネは以下の通り。括弧内のBOはボローニャ県、ROはロヴィーゴ県所属を示す。
| - オッキオベッロ (RO) - 北 - カナーロ (RO) - 北東 - リーヴァ・デル・ポー - 北東 - コッパーロ - 北東 - トレジニャーナ - 東 - オステッラート - 南東 - マージ・トレッロ - 南東 - ヴォギエーラ - 南東 | - アルジェンタ - 南東 - バリチェッラ (BO) - 南 - ポッジョ・レナーティコ - 南西 - ヴィガラーノ・マイナルダ - 西 - ボンデーノ - 北西 - フィカローロ (RO) - 北西 - ガイバ (RO) - 北西 - スティエンタ (RO) - 北西 |

### 市街
ポー川の支流ヴォラーノ川流域にあるフェラーラは14世紀、エステ家によって整備された。ルネサンス期に文化の中心地の一つとして栄えたが、エステ家は1598年、フェラーラから追放され、フェラーラは教皇領に編入される。

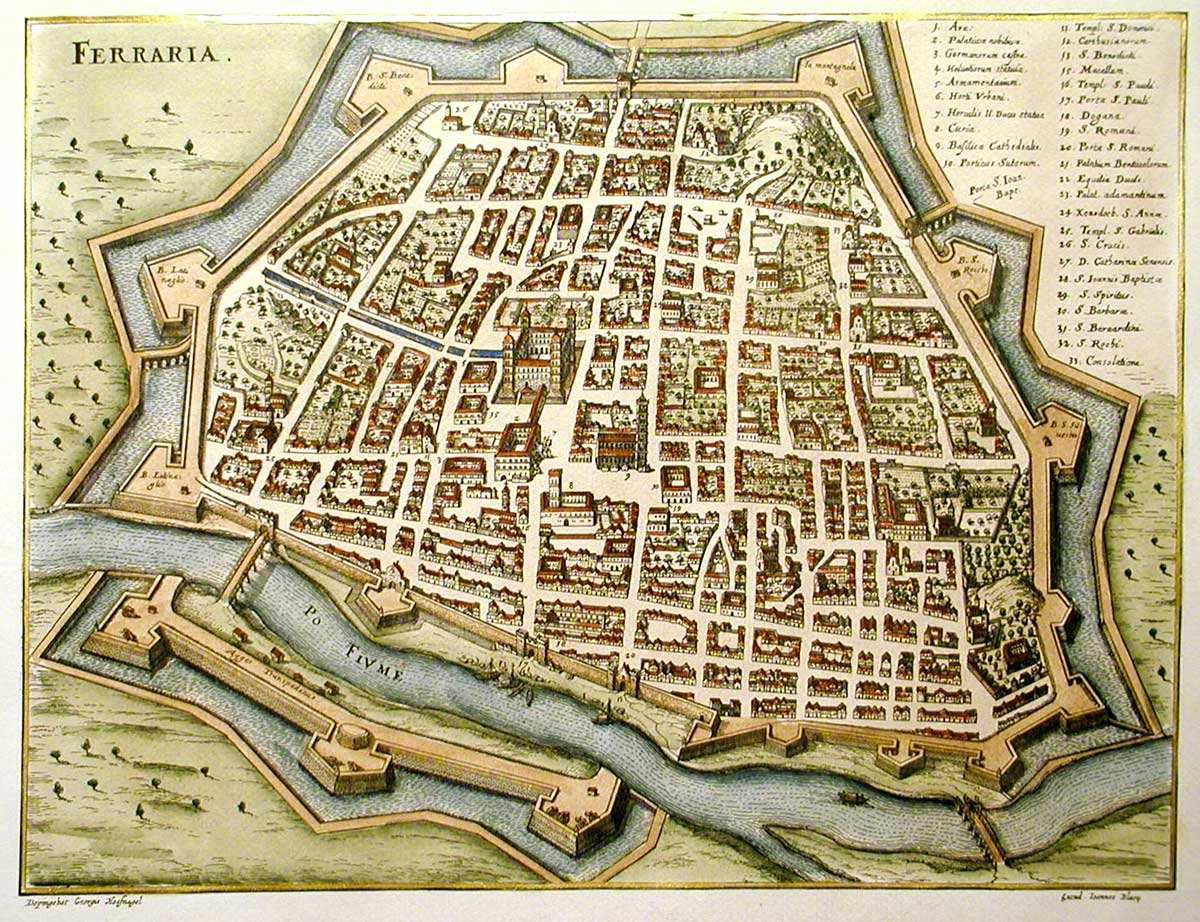
市街図 (1600年)

### 気候分類・地震分類
フェラーラにおけるイタリアの気候分類 (it) および度日は、zona E, 2326 GGである。
また、イタリアの地震リスク階級 (it) では、zona 3 (sismicità bassa) に分類される。

## 歴史
フェラーラの発祥は定かでない。一部の者はここに古代のフォルム・アリエニ（Forum Alieni）があったと主張しているが、おそらくポー川河口の潟の住民らが移住してきたのが始まりだろう。そこには2つの初期定住地があった。一つには聖堂があった。もう一つはカストルム・ビザンティノ（castrum bizantino）といい、対岸のサン・ピエトロ地区になった。フェラーラが最初に記録に現れるのは、7世紀にラヴェンナ総督府の一部となってからである。8世紀にはカール大帝に征服され教皇国家の一部となった。984年にはカノッサ・モデナ伯のテダルド・ディ・カノッサ（マティルデ・ディ・カノッサの祖父）に封された。のちには自治都市となり、1101年にはマティルデ・ディ・カノッサ軍に包囲されている。この時、主に数家ある豪族（アデラルディ家など）に支配されていた。

### エステ家
1146年、アデラルディ家最後の主グリエルモ2世アデラルディが死ぬと、その財産は姪マルケセッラの夫オビッツォ1世デステへと継承された。その後、新たに入ってきたエステ家と地元貴族らの軋轢が表面化する。オビッツォ2世デステが1264年に民衆の支持を得て、フェラーラを正式に自身のシニョリーアとした。1289年にはモデナのシニョーリに選ばれ、翌1290年にはレッジョ領主にもなった。

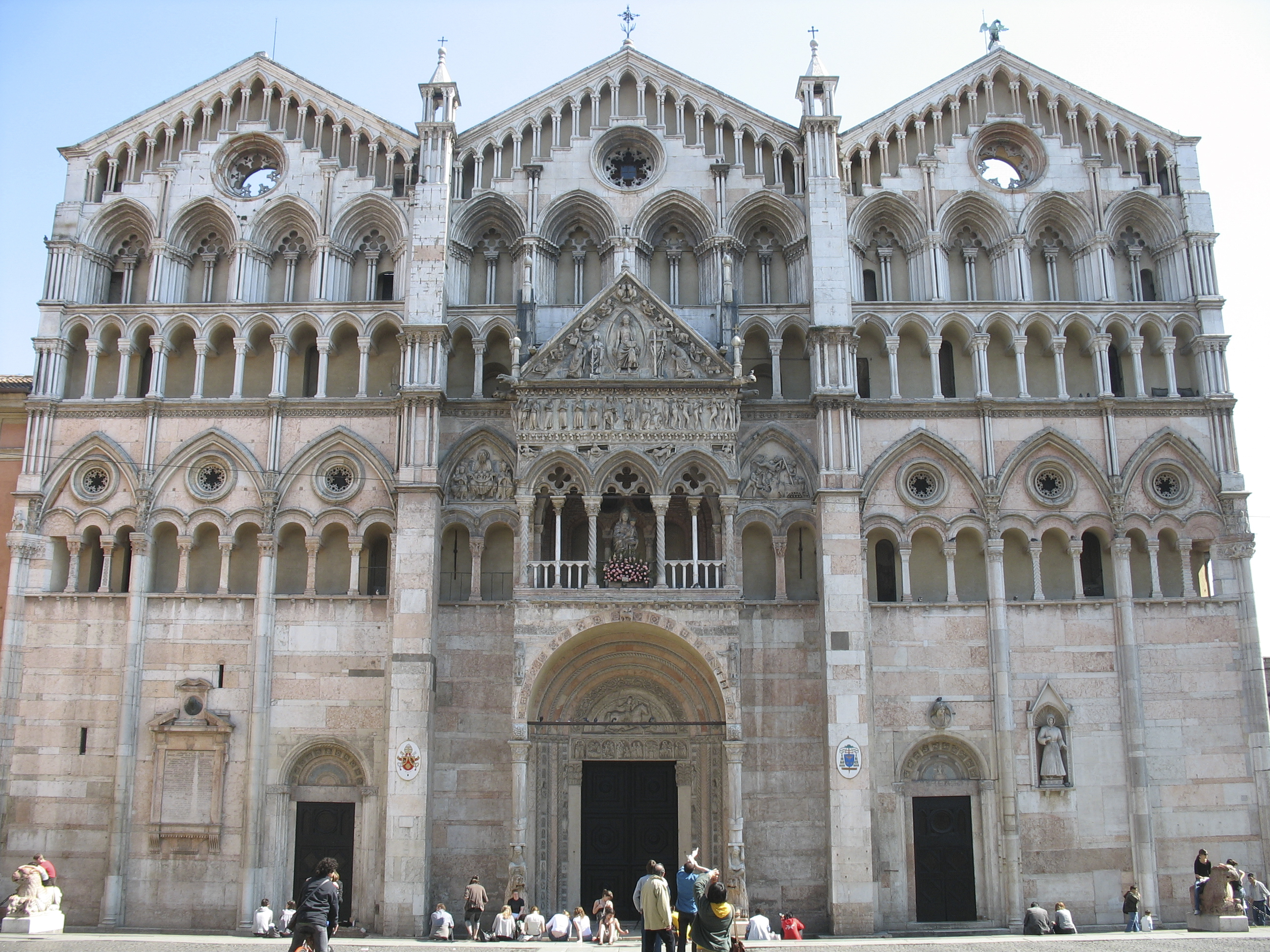
大聖堂

1393年にフェラーラ侯となったニッコロ3世・デステはローマ教皇に重用された。特にエウゲニウス4世はフェラーラで公会議を開催した。ニッコロ3世の子ボルソ・デステは1452年に、神聖ローマ皇帝フリードリヒ3世は、帝国封土としてボルソをモデナとレッジョの公とした。1471年、ボルソは教皇パウルス2世によってフェラーラ公とされ、フェラーラ公国が成立した。エルコレ1世・デステはヴェネツィア共和国とのフェラーラ戦争（1482年 - 1484年）に参加して敗北したが、1484年に「バニョーロの和議」（イタリア語: Pace di Bagnolo）を締結することに成功して町の破壊を免れたため、フェラーラはさらに繁栄していく。エルコレ1世は、メディチ家以後の15世紀後半から16世紀前半にかけての芸術後援者の一人であり、フェラーラは特に音楽で名声高い文化都市となった。フェラーラにヨーロッパ各国から音楽家が集まってきた。ジョスカン・デ・プレは宮廷で働き、ヤーコプ・オブレヒトは2度フェラーラを訪問した。アントワーヌ・ブリュメルは1505年以後、宮廷第一の音楽家であった。エルコレ1世の子アルフォンソ1世・デステも同様に音楽家を保護した。彼は器楽曲を好んだので、フェラーラではリュートが盛んになった。
アルフォンソ1世はボルジア家のルクレツィアを妻に迎え、ヴェネツィアとの戦いを続行しこれに勝利した。1509年に彼は教皇ユリウス2世から破門されるが、1512年にラヴェンナ包囲戦に勝利している。エルコレ2世・デステはフランス王女ルネと結婚、彼の時代もさらに繁栄が続いた。
1559年に公位についたアルフォンソ2世・デステは、トルクアート・タッソ、哲学者チェーザレ・クレモニーニの後援者として知られる。彼はフェラーラの地位を最高に高めた人物であったが、3度の結婚で嫡子を残すことができず、1597年に教皇クレメンス8世によってコマッキオと同様に後継者不在の封土を返還要求されることになる。庶系のフェラーラ公チェーザレ・デステを教皇と皇帝ルドルフ2世は認めず、1598年にフェラーラ公国は教皇領となった。
1796年フランスに占領され、チスパダーナ共和国の一部となり、翌年にはチザルピーナ共和国となった。フランス撤退後は教皇領に戻り、1859年にサルデーニャ王国に併合された。

### 地震
2012年5月のイタリア北部地震で被害を受けた。

## みどころ

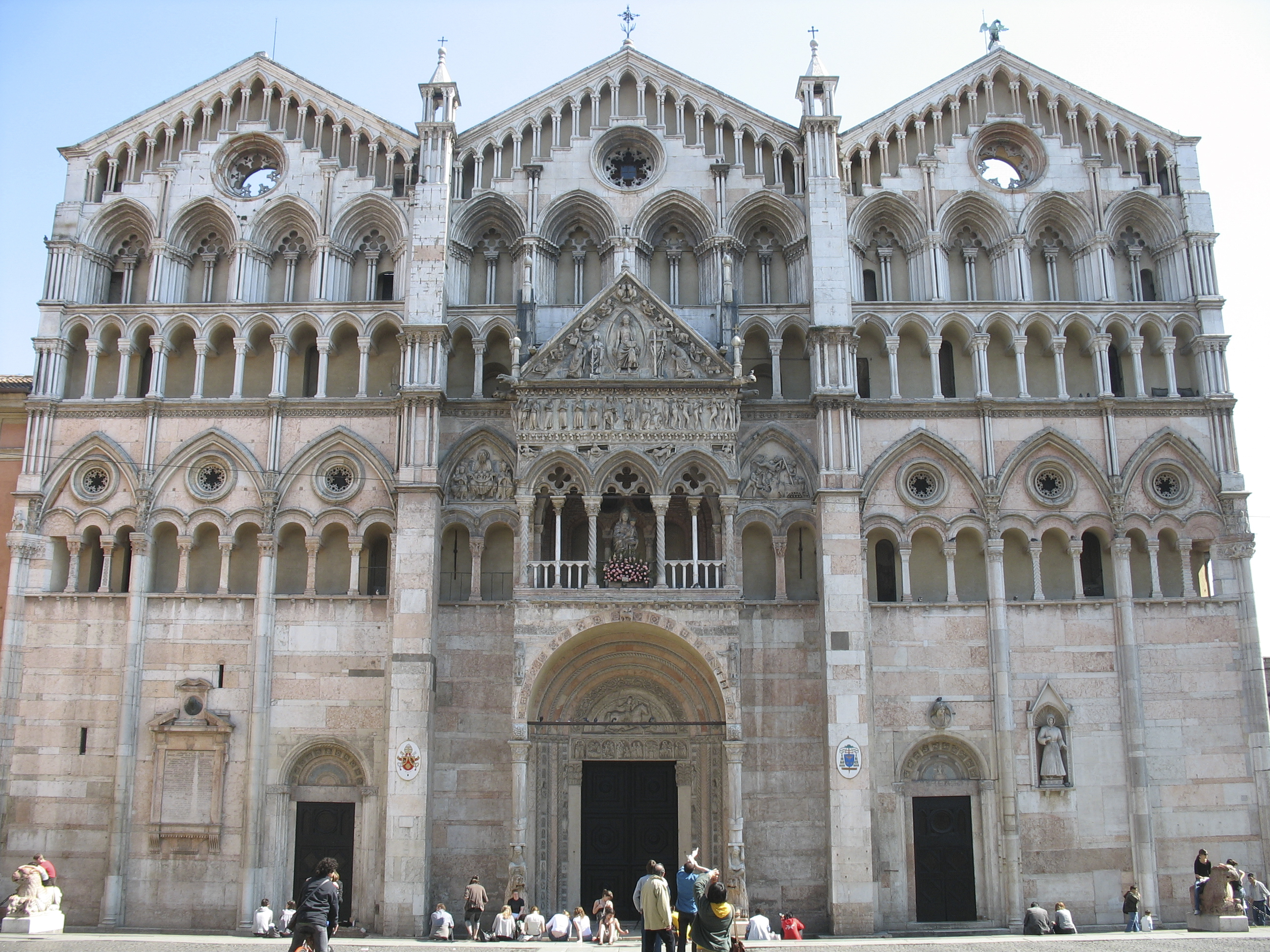
ゴシック様式の大聖堂

フェラーラは現在も、15世紀から16世紀にかけつくられた9km以上の市壁に囲まれている。歴史地区（特に、15世紀にエルコレ1世・デステが建設させた北地区）には、初期ルネサンス様式のテラコッタ装飾が施された宮殿・邸宅が多い。
- エステンセ城（en:Castello Estense）　-　市中心部にある城。堀に囲まれた、4つの塔を持つ煉瓦の建物。1385年から建てられ、16世紀に補修された。
- サン・ジョルジョ大聖堂（it:Cattedrale di San Giorgio (Ferrara)）　-　フェラーラ大聖堂とも。12世紀に建てられたロマネスク様式の聖堂。コムナーレ宮殿とエステンセ城の近くにある。
- スキファノイア宮殿（en:Palazzo Schifanoia）　-　アルベルト・デステが建てた14世紀の宮殿。エステ家がフェラーラを離れてから、所有者が幾度か変わり、オーストリア帝国軍の兵舎やタバコ工場にされたこともある。20世紀に入ってコムーネの所有となり、現在は美術館となっている。
- ムニチパーレ宮殿（it:Palazzo Municipale (Ferrara)）　-　13世紀にエステ家が建てた。低階部分はロマネスク様式。内部は、18世紀にバロック様式で修繕された。ルネサンス様式のカンパニエーレは15世紀に加えられたもの。
- コルプス・ドミニ修道院（it:Monastero del Corpus Domini）　-　エステ家の菩提寺。エルコレ1世・デステ、アルフォンソ1世・デステ、ルクレツィア・ボルジアの墓がある。
- ディアマンティ宮殿（en:Palazzo dei Diamanti）　-　エルコレ1世の弟シギスムンドによって15世紀後半から建てられた。8500個の白大理石をダイアモンドに見立てたことから、この名がついた。現在はフェラーラ国立美術館が入っており、フェラーラ派の絵画を多く所蔵している。
- フェラーラ大学（en:University of Ferrara）　-　創立は1391年3月4日と歴史ある大学。教皇ボニファティウス9世の認可を得てアルベルト・デステがつくった。最初は法学、芸術、神学の3コースのみだった。コペルニクス、ジローラモ・サヴォナローラが学んだ。現在8学部を持つ。
- シナゴーグとユダヤ博物館　-　サン・ジョルジョ大聖堂とエステンセ城近くにある。この建物が建つ部分は、1627年から1859年までゲットーの一部であった。

### 登録基準
この世界遺産は世界遺産登録基準のうち、以下の条件を満たし、登録された（以下の基準は世界遺産センター公表の登録基準からの翻訳、引用である）。
- (2) ある期間を通じてまたはある文化圏において、建築、技術、記念碑的芸術、都市計画、景観デザインの発展に関し、人類の価値の重要な交流を示すもの。
- (3) 現存するまたは消滅した文化的伝統または文明の、唯一のまたは少なくとも稀な証拠。
- (4) 人類の歴史上重要な時代を例証する建築様式、建築物群、技術の集積または景観の優れた例。
- (5) ある文化（または複数の文化）を代表する伝統的集落、あるいは陸上ないし海上利用の際立った例。もしくは特に不可逆的な変化の中で存続が危ぶまれている人と環境の関わりあいの際立った例。
- (6) 顕著で普遍的な意義を有する出来事、現存する伝統、思想、信仰または芸術的、文学的作品と直接にまたは明白に関連するもの（この基準は他の基準と組み合わせて用いるのが望ましいと世界遺産委員会は考えている）。

## 行政

### 行政区画
フェラーラには、以下の分離集落（フラツィオーネ）がある。
- Aguscello, Albarea, Baura, Boara, Borgo Scoline, Bova, Casaglia, Cassana, Castel Trivellino, Chiesuol del Fosso, Cocomaro di Cona, Cocomaro di Focomorto, Codrea, Cona, Contrapò, Corlo, Correggio, Denore, Focomorto, Francolino, Gaibana, Gaibanella Sant'Egidio, Malborghetto di Boara, Malborghetto di Correggio, Marrara, Mezzavia, Monestirolo, Montalbano, Parasacco, Pescara, Pontegradella, Pontelagoscuro, Ponte Travagli, Pontelagoscuro, Porotto, Porporana, Quartesana, Ravalle, Sabbioni, San Bartolomeo in Bosco, San Martino, Spinazzano, Torre della Fossa, Uccellino, Viconovo, Villanova

## 姉妹都市
| - ヴェンティカーノ - イタリア - カウナス - リトアニア - カウフボイレン - ドイツ - カリテア - ギリシャ - ギーセン - ドイツ - クラスノダール - ロシア - クラヨーヴァ - ルーマニア - コペル - スロベニア - サラエヴォ - ボスニア・ヘルツェゴビナ - サン＝テチエンヌ - フランス | - サン・ニコーラ・マンフレーディ - イタリア - シュコドラ - アルバニア - ジリナ - スロバキア - スウォンジ - ウェールズ - セヴァストポリ - ウクライナ - ソロカ - モルドバ - ソンバトヘイ - ハンガリー - ダウガフピルス - ラトビア - ダマスカス - シリア - タルトゥ - エストニア | - ドブリチ - ブルガリア - ノヴィ・サド - セルビア - ハイランド・パーク - アメリカ合衆国 - バラーナヴィチ - ベラルーシ - ビトラ - マケドニア - ブエノスアイレス - アルゼンチン - フォルミア - イタリア - プラハ - チェコ - ブルノ - チェコ - ブローニ - イタリア | - リェイダ - スペイン - リエカ - クロアチア - ルーラ - イタリア |

## 交通
FSの鉄道駅としてフェラーラ駅が、パードヴァとボローニャの途中にある。
高速道路はアウトストラーダ A13とラッコルド・アウトストラダーレ RA8が通っている。

## スポーツ

### サッカー
プロサッカークラブとしてSPAL（ソシエタ・ポリスポルティーヴァ・アルス・エト・ラボル）があり、2017-18シーズンはセリエAに所属している。アルス・エト・ラボル（Ars et Labor）はラテン語で「芸術と労働」の意。SPALはもともと1907年に創設された歴史あるクラブであるが、数度にわたり経営破綻を経験している。2013年の破綻時には県下のマージ・サン・ジャコメンゼ（マージ・トレッロ町）に本拠を置いていたACジャコメンゼ (A.C. Giacomense) と合併し、SPAL 2013として再建された。

## 人物
君主については「フェラーラとモデナの君主一覧」も参照のこと。
エステ家は芸術を庇護し、多くの画家や音楽家が集まった。画家についてはフェラーラ派も参照のこと。

### 著名な出身者
- コズメ・トゥーラ - 15世紀、ルネサンス期の画家。フェラーラ派の一人。
- エルコレ・デ・ロベルティ - 15世紀、ルネサンス期の画家。フェラーラ派の一人。
- ジロラモ・サヴォナローラ - 15世紀の宗教家。一時フィレンツェの最高指導者となったが、失脚して処刑された。
- ジローラモ・フレスコバルディ - 17世紀、初期バロック音楽の作曲家。
- ジョヴァンニ・バッティスタ・リッチョーリ - 17世紀の天文学者。
- エルキュール・ルイ・カテナッチ - 19世紀の画家。
- イタロ・バルボ - 20世紀の軍人・政治家。「ファシスト四天王」の一人。郊外のクアルテザーナ生まれ。
- ミケランジェロ・アントニオーニ - 映画監督。

著名なエステ家の人物
- エルコレ1世・デステ - フェラーラ公（在位: 1471年 - 1505年）。
- イザベラ・デステ - エルコレ1世の娘。マントヴァ侯夫人。夫の死後侯国の実権を握った。
- アルフォンソ1世・デステ - エルコレ1世の子。フェラーラ公（在位: 1505年 - 1534年）。
- ルクレツィア・ボルジア - チェーザレ・ボルジアの妹。アルフォンソ1世・デステの妻。
- アルフォンソ2世・デステ - エステ家最後のフェラーラ公（在位: 1559年 - 1597年）。

### ゆかりの人物
- ルドヴィーコ・アリオスト - 15-16世紀の作家。晩年を当地で過ごした。
- トルクァート・タッソ - 16世紀の詩人。エステ家に招かれ滞在した。